# محمد سامح حامض
محمد سامح الحامض (مواليد 1975 في كفر تخاريم) لاعب سلة سابق ومسؤول رياضي وسياسي سوري يشغل منصب وزير الرياضة والشباب في حكومة أحمد الشرع منذ 29 آذار 2025.
بدأ مسيرته لاعباً لكرة السلة، ثم حصل على شهادات تدريب وتحكيم في اللعبة. تولى إدارة نادي كفرتخاريم بين عامي 2008 و2011، ثم ترأس نادي النخبة من 2018 إلى 2021.
في عام 2021، عُيّن مديرًا لمديرية الشباب والرياضة في حكومة الإنقاذ بمدينة إدلب، حيث ساهم في إعادة تأهيل الملعب البلدي وأسس اتحادات رياضية للألعاب الجماعية والفردية. في ديسمبر 2024، تولى رئاسة الاتحاد الرياضي العام في سوريا خلفًا لفراس معلا.
في مارس 2025، أصبح الحامض أول وزير للرياضة والشباب في تاريخ سوريا بعد استحداث الوزارة في الحكومة الجديدة برئاسة أحمد الشرع.